# Saint-Éloi, Nièvre
Saint-Éloi är en kommun i departementet Nièvre i regionen Bourgogne-Franche-Comté i de centrala delarna av Frankrike. Kommunen ligger i kantonen Nevers-Est som tillhör arrondissementet Nevers. År 2022 hade Saint-Éloi 2 220 invånare.

## Befolkningsutveckling
Antalet invånare i kommunen Saint-Éloi
| Referens: INSEE |